# Herran
Herran este o comună în departamentul Haute-Garonne din sudul Franței. În 2009 avea o populație de 71 de locuitori.

## Evoluția populației
| An        | 1975 | 1982 | 1990 | 1999 | 2006 | 2009 |
| --------- | ---- | ---- | ---- | ---- | ---- | ---- |
| Populație | 94   | 106  | 71   | 81   | 74   | 71   |